# 阿川尚之
阿川 尚之（あがわ なおゆき、1951年〈昭和26年〉4月14日 - 2024年〈令和6年〉11月12日）は、日本の法学者、弁護士、エッセイスト。
ニューヨーク州及びコロンビア特別区で弁護士として活動し、慶應義塾大学名誉教授、前同志社大学法学部特別客員教授、在アメリカ合衆国日本国大使館で公使を務めた。専門は米国憲法史、日米関係史。
父は小説家の阿川弘之。妹はエッセイストの阿川佐和子。父方の祖父は実業家の阿川甲一。母方の祖父は建築家の増田清。

## 人物
中学生時代、腎臓病で4年間ほどを病床で過ごした。年代的には全共闘世代であるが、病気のため学園紛争に遭遇することはなかった。「左翼運動に熱中することもない。何か、いつも〈外れてる〉という感じがありました」（ここまでは父・弘之の著した小説「犬と麻ちゃん」にも反映されている。野村耕平の長男・誠のモデル）。遅れてきた学生は、アメリカの大学を卒業後、就職したソニーで通商問題を担当。その縁でロースクール（アメリカの法科大学院）に留学し、そして法曹界へ転身する。
親米派論客の一人。2002年にはスキャンダルの相次いだ外務省の改革を検討するために設置された川口順子外務大臣の諮問機関「外務省を変える会（外務省改革に関する「変える会」）」有識者委員を務めた。また同会の答申で出された外部人材の登用推進を受けて、2002年から2005年まで駐米大使館の広報担当公使を務めた。

## 略歴
東京都港区青山生まれ。4歳の間は広島市に住む伯父・伯母の家で育つ。のち、神奈川県二宮町、東京都中野区鷺宮、新宿区四谷へと移る。
麻布中学校に入学するも、中2の5月に腎臓病（ネフローゼ）を患い休学。3年間の療養生活を経て、中3の4月から復学。慶應義塾普通部に進学した小学校時代の同級生から「進学校みたいなところにいると身体が持たないだろう、お前慶應に来たら？」と勧められる。「病み上がりでもあり、厳しい大学受験戦争に参戦するよりは高校から慶應に入った方が安心だろう」との理由から、慶應義塾高等学校の受験を決めた。
18歳で慶應義塾高等学校に進学。高2の時には、ハワイ州ホノルルにあるプナホウ・スクールに6週間留学した。高校卒業後、慶應義塾大学法学部政治学科に進学。大学在学中、米国ジョージタウン大学外交学部に留学。 単位互換（留学先の大学で取得した単位を日本の大学の単位としてみなす制度）が認可されず、慶應義塾大学の学位を取得するためには更に2年在籍しなければならなかった。すでに3年遅れで25歳になっていたことも相俟って、慶應は中退した（日本の大学の学位は持っていない）。「愛着を感じる慶應、特に慶應の友人たちと縁が切れ、自分の帰るべき場所がなくなると思い、非常にショックを受けた」という。
1977年、ジョージタウン大学外交政策学部卒業。ソニー株式会社に入社。
1984年、ジョージタウン大学ロースクール修了。ソニーに戻り法務部で勤務する。
1985年、ニューヨーク州弁護士資格取得。
1986年コロンビア特別区弁護士資格取得。
1987年、ソニーを退社しロサンゼルスのギブソン・ダン＆クラッチャー法律事務所入所。
1995年から1年間、ヴァージニア大学ロースクール客員研究員。
1996年、帰国し西村総合法律事務所（現西村あさひ法律事務所）勤務。
1999年、慶應義塾大学総合政策学部教授（西村総合法律事務所顧問）。
2002年、アメリカの日本大使館広報文化センター所長兼公使。
2005年、在米日本大使館広報文化センター所長及び日本公使を退任し慶應義塾大学復職。東京大学先端科学技術研究センター特任教授。
2007年、慶應義塾大学総合政策学部長。
2009年、慶應義塾常任理事。
2016年、同志社大学法学部・法学研究科特別客員教授。慶應義塾大学名誉教授。
2021年、同志社大学特別客員教授を退任、非常勤講師になる。
2024年11月12日、病気で死去。73歳没。

## 発言
- 日本がアメリカ合衆国51番目の州になれば、日本が州になっても、日本国憲法は州憲法として存続し、国の仕組みは基本的に変わらない。もっとも自衛隊は米軍に編入され、大蔵省や通産省の権限の多くが連邦政府に移管されて官僚が減る。日本文化は政治権力がだれの手にあろうと天皇を中心に文化を受け継いできた日本人の伝統に言及し、「日本が日本であり続けうるかどうかは、我々日本人の覚悟の問題である」と強調する。 グローバル化を受容しつつも、自らの文化を大切に育てて行く[10]。
- 菅直人内閣発足の際には「新政権に私はあまり期待していない。」「菅氏は左から来た人だ。私の偏見かもしれないが、左から出発した人は左に戻る傾向がある。しかし、フランスのミッテラン大統領は左から出て、しっかりした同盟外交をやった。菅氏も見習ってほしい。」と論評した[11]
- 憲法改正について「一気に大幅な変更に踏み切ることには慎重であるべきだ。改憲もまた、目的ではなく手段だ。項目を絞り込み、一つずつ議論を尽くして進めてほしい」。[12]

## 系譜

### 阿川家

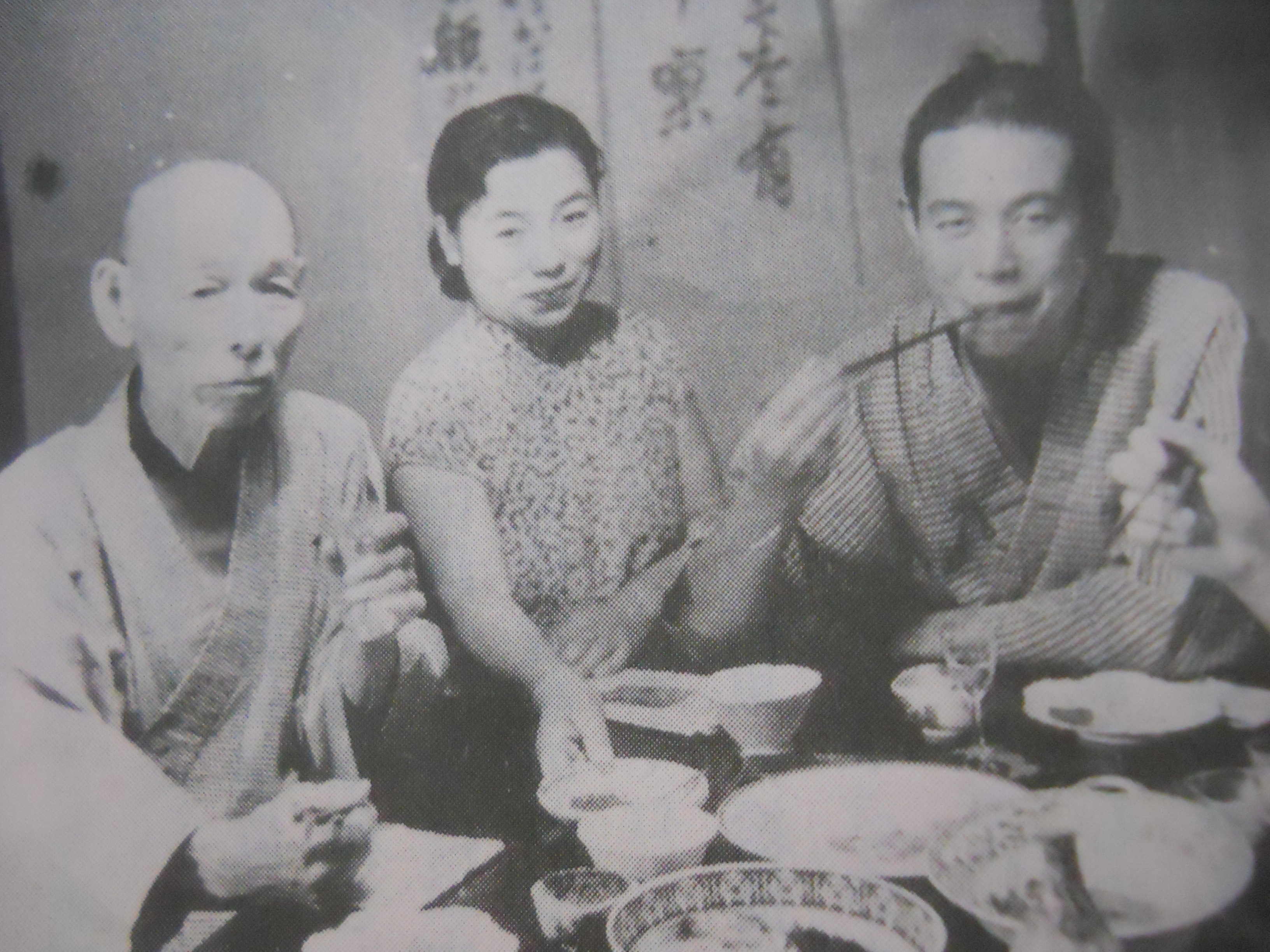
祖父阿川甲一（左）と父阿川弘之（右）

（山口県美祢市伊佐町、広島県広島市中区白島九軒町、神奈川県横浜市、東京都）

### 略系図
|  |  |          |          |          |          |          |          | 阿川甲一 |  |            |            |            |            |            |            |          |          |          |          |          |          |          |          |  |  |  |  |          |          |          |          |          |          |  |  |  |  |  |  |  |  |  |  |  |  |
|  |  |          |          |          |          |          |          |          |  |            |            |            |            |            |            |          |          |          |          |          |          |          |          |  |  |  |  |          |          |          |          |          |          |  |  |  |  |  |  |  |  |  |  |  |  |
|  |  |          |          |          |          |          |          |          |  |            |            |            |            |            |            |          |          |          |          |          |          |          |          |  |  |  |  |          |          |          |          |          |          |  |  |  |  |  |  |  |  |  |  |  |  |
|  |  |          |          |          |          |          |          |          |  |            |            |            |            |            |            |          |          |          |          |          |          |          |          |  |  |  |  |          |          |          |          |          |          |  |  |  |  |  |  |  |  |  |  |  |  |
|  |  | 阿川幸寿 | 阿川幸寿 | 阿川幸寿 | 阿川幸寿 | 阿川幸寿 | 阿川幸寿 |          |  |            |            |            |            | 阿川弘之   | 阿川弘之   | 阿川弘之 | 阿川弘之 | 阿川弘之 | 阿川弘之 |          |          |          |          |  |  |  |  |          |          |          |          |          |          |  |  |  |  |  |  |  |  |  |  |  |  |
|  |  | 阿川幸寿 | 阿川幸寿 | 阿川幸寿 | 阿川幸寿 | 阿川幸寿 | 阿川幸寿 |          |  |            |            |            |            | 阿川弘之   | 阿川弘之   | 阿川弘之 | 阿川弘之 | 阿川弘之 | 阿川弘之 |          |          |          |          |  |  |  |  |          |          |          |          |          |          |  |  |  |  |  |  |  |  |  |  |  |  |
|  |  |          |          |          |          |          |          |          |  |            |            |            |            |            |            |          |          |          |          |          |          |          |          |  |  |  |  |          |          |          |          |          |          |  |  |  |  |  |  |  |  |  |  |  |  |
|  |  |          |          |          |          |          |          |          |  |            |            |            |            |            |            |          |          |          |          |          |          |          |          |  |  |  |  |          |          |          |          |          |          |  |  |  |  |  |  |  |  |  |  |  |  |
|  |  | 阿川尚之 | 阿川尚之 | 阿川尚之 | 阿川尚之 | 阿川尚之 | 阿川尚之 |          |  | 阿川佐和子 | 阿川佐和子 | 阿川佐和子 | 阿川佐和子 | 阿川佐和子 | 阿川佐和子 |          |          | 阿川知之 | 阿川知之 | 阿川知之 | 阿川知之 | 阿川知之 | 阿川知之 |  |  |  |  | 阿川淳之 | 阿川淳之 | 阿川淳之 | 阿川淳之 | 阿川淳之 | 阿川淳之 |  |  |  |  |  |  |  |  |  |  |  |  |

## 受賞歴
第6回読売・吉野作造賞（2005年）『憲法で読むアメリカ史（上・下巻）』

## 著書

### 単著
- 『アメリカン・ロイヤーの誕生――ジョージタウン・ロー・スクール留学記』（中公新書、1986年）
- 『アメリカが嫌いですか』（新潮社、1993年／新潮文庫、1996年）
- 『大統領を訴えますか――アメリカという国のかたち』（PHP研究所、1994年／徳間教養文庫、1998年）
- 『トクヴィルとアメリカへ』（新潮社、1997年）
- 『変わらぬアメリカを探して』（文藝春秋、1997年）
- 『わが英語今も旅の途中』（講談社、1998年）
- 『アメリカが見つかりましたか――戦前篇』（都市出版、1998年）
- 『北極星号航海記』（講談社、2000年）
- 『アメリカが見つかりましたか――戦後篇』（都市出版、2001年）
- 『海の友情――米国海軍と海上自衛隊』（中公新書、2001年）／英文版『Friendship across the Seas:The US Navy and the Japan Maritime Self-Defense Force』（出版文化産業振興財団、2019年）訳：矢吹啓
- 『それでも私は親米を貫く』（勁草書房、2003年）
- 『憲法で読むアメリカ史』（PHP新書（上・下）、2004年／ちくま学芸文庫、2013年）
- 『マサチューセッツ通り2520番地』（講談社BIZ文庫、2006年）
- 『横浜の波止場から はるかな海、遠いアメリカ』（NTT出版、2010年）
- 『憲法改正とは何か――アメリカ改憲史から考える』（新潮選書、2016年）
- 『憲法で読むアメリカ現代史』（NTT出版、2017年）

### 共著
- （竹中平蔵）『世界標準で生きられますか』（徳間書店、1999年）
- （川澄哲夫・小沢一郎）『ジョン万次郎とその時代』（広済堂出版、2001年）
- （岡崎久彦）『対論・日本とアメリカ』（広済堂出版、2002年）

### 編著
- 東京財団政策研究所監修、久保文明・阿川尚之・梅川健編著『アメリカ大統領の権限とその限界』日本評論社、2018年。ISBN 978-4-535-52301-2

### 訳書
- ポール・ジョンソン『ユダヤ人の歴史（上・下）』（徳間書店、1999年）
- ジーン・フリッツ、トミー・デ・パオラ『合衆国憲法のできるまで』（あすなろ書房、2002年）